# Promops
Promops là một chi động vật có vú trong họ Dơi thò đuôi, bộ Dơi. Chi này được Gervais miêu tả năm 1856. Loài điển hình của chi này là Promops ursinus Gervais, 1856 (= Molossus nasutus Spix, 1823).

## Các loài
Chi này gồm các loài: